# Conus aplustre
Conus aplustre, vetenskapligt beskriven 1843 av Lovell Augustus Reeve, är en kägelsnäcka som blir runt 1,9–2,7 cm lång. Den förekommer i östra Australien.